# Assapan północny
Assapan północny (Glaucomys sabrinus) – gatunek gryzonia z rodziny wiewiórkowatych (Sciuridae).

## Systematyka
Podgatunki:
- G. sabrinus sabrinus (Shaw, 1801)
- G. sabrinus alpinus (Richardson, 1828)
- G. sabrinus bangsi (Rhoads, 1897)
- G. sabrinus californicus (Rhoads, 1897)
- G. sabrinus canescens A.H. Howell, 1915
- G. sabrinus coloratus Handley, 1953
- G. sabrinus columbiensis A.H. Howell, 1915
- G. sabrinus flaviventris A.H. Howell, 1915
- G. sabrinus fuliginosus (Rhoads, 1897)
- G. sabrinus fuscus Miller, 1936
- G. sabrinus goodwini Anderson, 1943
- G. sabrinus gouldi Anderson, 1943
- G. sabrinus griseifrons A.H. Howell, 1934
- G. sabrinus klamathensis (Merriam, 1897)
- G. sabrinus lascivus (Bangs, 1899)
- G. sabrinus latipes A.H. Howell, 1915
- G. sabrinus lucifugus Hall, 1934
- G. sabrinus macrotis (Mearns, 1898)
- G. sabrinus makkovikensis (Sornborger, 1900)
- G. sabrinus murinauralis Musser, 1961
- G. sabrinus oregonensis (Bachman, 1839)
- G. sabrinus reductus Cowan, 1937
- G. sabrinus stephensi (Merriam, 1900)
- G. sabrinus yukonensis (Osgood, 1900)
- G. sabrinus zaphaeus (Osgood, 1905)

## Średnie wymiary
- Długość ciała: 23,5–27 cm
- Długość ogona: 11–18 cm

## Występowanie
Występuje w lasach południowej i zachodniej Kanady oraz zachodniej, północnej i wschodniej części USA, także na Alasce.

## Tryb życia

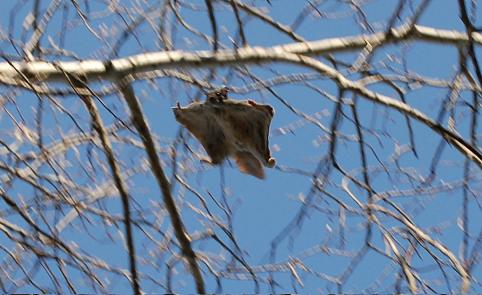
G. sabrinus w locie ślizgowym

Assapan północny przebywa zwykle w koronach drzew, zjadając owoce, korę, porosty, grzyby i jagody. Jesienią gromadzi w dziupli zapasy orzechów i wysuszonych jagód, ponieważ nie zapada w sen zimowy. W powietrze rzuca się tylko w celu umknięcia napastnikowi. Podczas skoku rozkłada na boki kończyny, rozpinając w ten sposób fałd skórny, łączący kończyny i boki ciała. Szybuje w ten sposób na sąsiednie drzewo. Może przy tym osiągnąć prędkość dochodzącą do 110 m na minutę.

## Rozmnażanie
W kwietniu, lub nawet później, w miękko wysłanej, bezpiecznej dziupli samica rodzi od 2 do 6 młodych. Ssą one mleko matki około 10 tygodni, a więc wyjątkowo długo, jak na gryzonie. Wiąże się to prawdopodobnie z tym, że młode muszą być bardzo dobrze rozwinięte, zanim odważą się na pierwszy lot ślizgowy.